# Alfonso Miranda Márquez
Alfonso Miranda Márquez (Ciudad de México, 1978) es un historiador mexicano y desde 2003, director general de Museo Soumaya (en sus sedes: Plaza Loreto y Plaza Carso), también es presidente de la Asociación de Críticos de Arte México y miembro de los consejos consultivos del Centro de Estudios de Historia de México Carso y de Fundación Carlos Slim.

## Vida y formación
Ha sido curador y profesor dentro del campo de la investigación, la difusión de la historia y las artes de México y del mundo, tanto en el ámbito académico como museístico.
Cursó la licenciatura de Historia en el Instituto Cultural Helénico incorporado a la UNAM; más tarde, dentro de esa misma institución, obtuvo la maestría en Arte y Decodificación de la Imagen, lo que le ha permitido dedicarse al estudio y difusión de las disciplinas artísticas mediante conferencias y numerosas publicaciones como autor y coautor, entre las que destacan: El Cacao: Metáfora Novohispana (2001), Historia de México. Conquista, Virreinato e Independencia (2003); Revista mensual Museo Soumaya, los libros de la colección Museo Soumaya. Fundación Carlos Slim en sus dos tomos y el análisis formal de La puerta del Infierno, libro que acompaña a la exposición del mismo nombre, presentada en 2016 y co-curada con Museo Rodin de París.

## Carrera
Ha sido profesor titular en la Universidad del Claustro de Sor Juana, donde imparte la cátedra de Taller de Crítica de Arte; asimismo de 2006 a 2012 se encargó de la materia de Historia del Arte en la Universidad Panamericana. También ha colaborado como profesor en diplomados y cursos regulares en el Museo de El Carmen y Museo Soumaya.